# Volvo B16
Volvo B16 var en rak 4-cylindrig bensinmotor tillverkad av Volvo under åren 1956–1961. B16 är en vidareutveckling av Volvo B4B som tillverkades 1944–1956. Den är en stötstångsmotor med 3-lagrad vevaxel och en slagvolym på 1,583 liter som i standardversionen, B16A med en enkel Zenith 34 VN fallförgasare, har 60 hästkrafter DIN (66 hk SAE) och i sportversionen, B16B med dubbla SU H4-förgasare, har 78 hästkrafter DIN (85 hk SAE). B16-motorn utvecklades för den nya Volvo Amazon som introducerades 1956 men monterades också i Volvo PV 444 under dess sista modellår 1957 och även i Volvo PV 544 1958–1961 samt Volvo PV 445 (Volvo Duett) 1957–1959 och Volvo PV 210 (Volvo Duett) 1960–1961. Från hösten 1961 ersattes B16-motorn av den nya B18-motorn i både Volvo Amazon, Volvo PV 544 och Volvo PV 210 (Volvo Duett) inför årmodell 1962.

## Olika modeller av B16
- B16A - förgasarmotor med enkel Zenith-förgasare, 60 hk DIN
- B16B - förgasarmotor med dubbla SU-förgasare, 78 hk DIN
- B16C - förgasarmotor med varvtalsregulator, användes i traktorer
- B16D - förgasarmotor med enkel Zenith-förgasare, 72 hk DIN